# Lourinhanosaurus
Lourinhanosaurus is een geslacht van vleesetende theropode dinosauriërs, behorend tot de Tetanurae, dat tijdens het late Jura leefde in het gebied van het huidige Portugal. De enige benoemde soort is Lourinhanosaurus antunesi.

## Vondst en naamgeving
In 1982 vond boer Luís Mateus op zijn land te Peralta, nabij Lourinhã, een groot blok grijze zandsteen met botten erin. Nieuwsgierig verwijderde hij wat van het harde gesteente en het werd duidelijk dat er een heel skelet aanwezig was. Hij besloot het naar de Grupo de Etnologia e Arqueologia da Lourinhã-Museu da Lourinhã te brengen. Om het vervoer te vergemakkelijken brak hij het blok in stukken waardoor verschillende delen verder beschadigd raakten. Uiteindelijk schonk hij het fossiel aan het museum.
In 1998 werd de typesoort Lourinhanosaurus antunesi benoemd en kort beschreven door Octavio Mateus. De geslachtsnaam verwijst naar de herkomst bij Lourinhã. De soortaanduiding eert de Portugese paleontoloog Miguel Telles Antunes.
Het holotype, ML 370, is gevonden in een laag van de Farta Pao-formatie die dateert uit het Kimmeridgien-Tithonien, ruwweg 150 miljoen jaar oud. Het bestaat uit een gedeeltelijk skelet zonder schedel. Bewaard zijn gebleven: zes halswervels met nekribben, vijf achterste ruggenwervels met ribben, vijf sacrale wervels, een reeks van acht voorste staartwervels, een reeks van zes middelste staartwervels, acht chevrons, beide bekkenhelften, beide dijbeenderen, de bovenkant van het rechterscheenbeen en -kuitbeen en de bovenkant van een middenvoetsbeen. Daarnaast zijn tweeëndertig gastrolieten, maagstenen, aangetroffen en de afdrukken van nog eens drie stenen. Grote delen van het skelet lagen in anatomisch verband. Het betreft een onvolgroeid dier.
Ook in 1998 werd een vondst beschreven van honderd theropode eieren, specimen ML 565, op het strand van Paimogo, een locatie zeven kilometer van de oorspronkelijke vindplaats. De eieren werden in 2001 aan Lourinhanosaurus toegewezen. Sommige eieren bevatten nog embryo's waarvan een driehonderd skeletlementen zijn aangetroffen. De toewijzing is problematisch wegens het verschil in rijping met het holotype en was in 2001 voornamelijk gebaseerd op de gelijkende verlenging van de wervels. De vondst was al gemeld in 1997. De eieren zouden veel meer wetenschappelijke aandacht krijgen dan het holotype. Het betrof in 2009 de oudste bekende vondst van theropode nesten met embryo's.
In 2003 werd een dijbeen, specimen ML 555, dat bij Porto das Barcas in de Lourinhãformatie was gevonden, aan de soort toegewezen. Nabij werden nog meer eieren met embryo's gevonden maar die zijn wellicht weer van een ander type dan die van Paimogo, groter en met een andere structuur van de eierschaal, en werden in 2012 toegewezen aan Torvosaurus. In 2014 werd echter gemeld dat er bij Porto das Barcas ook eierresten waren gevonden met een structuur als die van Paimogo bekend was.

## Beschrijving

### Grootte en onderscheidende kenmerken

Een vergelijking in grootte met een mens

Lourinhanosaurus is een middelgrote theropode. Mateus schatte de lengte van een volwassen dier op vijf à zeven meter. Het dijbeen van het holotype heeft een geschatte lengte van vierenvijftig centimeter. De lichaamslengte ervan is in 2010 door Gregory S. Paul geschat op vierenhalve meter bij een gewicht van tweehonderd kilogram.
Mateus gaf verschillende onderscheidende kenmerken aan waarbij hij er echter van uitging dat de soort een allosauroïde was. In dat geval is afwijkend dat de wervellichamen langer zijn dan hoog; dat de voorste staarwervels een naar voren gerichte spoor hebben op de voorrand van hun doornuitsteeksels; dat het bovendeel van het schaambeen doorboord wordt door een groot verticaal ovaal foramen; en dat bij het dijbeen de voorste trochanter minor in zijaanzicht vleugelvormig afstaat. Verschillende van deze kenmerken zijn echter normaal voor andere groepen dan de allosauroïden.
In 2012 werd gesteld dat de embryo's en het holotype één autapomorfie, afgeleide unieke eigenschap, delen: het binnenste achterste deel van het bovenvlak van het scheenbeen heeft de helft van de breedte overdwars van het buitenste deel. Dit is dan een aanwijzing dat het echt om hetzelfde taxon gaat.

### Skelet
Het voorblad van het darmbeen heeft een scherpe afhangende punt. Het hoofdlichaam van het schaambeen toont boven achteraan een zeer grote opening, volgens Mateus een mogelijke samenvloeiing van het foramen pubicum met het foramen obturatum. Het zitbeen heeft een kleine bijlvormige processus obturatorius hoog op de voorrand. De schachten van de schaambeenderen en zitbeenderen zijn smal.

### Gastrolieten
De gastrolieten zijn op een hoopje gevonden onder de elfde wervel van de rug. De grootste was tweeëntwintig millimeter lang. Tussen de steentjes lagen nog mogelijke botjes van een prooi.

### Eieren

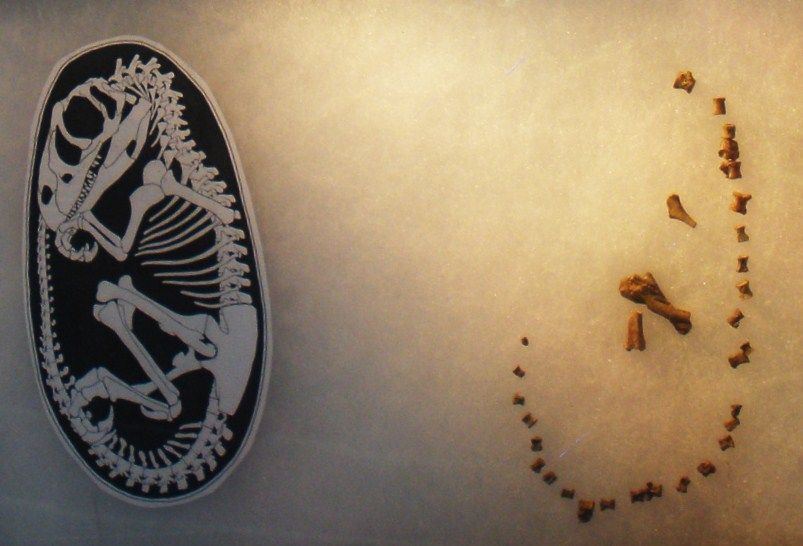
Een embryo

De eieren schijnen gelijktijdig bij elkaar gelegd te zijn door minstens zes wijfjes. Er is dus sprake van een broedkolonie. Gezien de mate van erosie is het goed mogelijk dat er veel meer dan de ongeveer honderd gevonden eieren aanwezig waren. Er zijn geen sporen van een ingraven van een nest: de eieren lijken direct op de modder gelegd. Mateus geloofde niet dat de eieren bebroed werden. Een overstroming bedekte in één keer de nestplaats met modder en doodde de embryo's toen ze al in een ver stadium van ontwikkeling waren. histologisch onderzoek laat zien dat de beenderen van de ledematen bedekt waren met dikke kraakbeenkappen doortrokken van beenmerg. De groei in het ei was snel. De modderlaag brak de eieren maar beschermde ook de inhoud. De embryo's hebben een lengte van zo'n veertig centimeter. De eierschalen hebben een dikte van 0,92 millimeter. Ze zijn van het "obliquiprismatische" type met haaks op de buitenwand staande prismatische kristallen doorsneden door schuine kanalen. Opmerkelijk is dat dit type eerder met Euornithopoda in verband werd gebracht. Behalve eieren van theropoden waren ook eieren van krokodilachtigen en Sauropoda aanwezig.
De embryo's tonen verschillende potentieel onderscheidende kenmerken. Het bovenkaaksbeen toont geen fenestra antorbitalis. De tanden hebben alleen kartelingen op de achterrand, een afgeleid kenmerk. Het darmbeen heeft geen verticale richel. Het scheenbeen heeft een korte crista cnemialis. Hoewel dit laatste duidt op een nog zwak ontwikkeld vermogen tot rennen zijn de embryo's over het algemeen miniatuurversies van volwassen theropoden. Volgens Mateus zouden de jongen direct na uitkomen in staat zijn voor zich zelf te zorgen en dus nestvlieders zijn.

## Fylogenie
Mateus plaatste Lourinhanosaurus in de Allosauroidea, in een basale positie, zonder exacte cladistische analyse. Latere analyses vonden zeer afwijkende posities: afgeleid binnen de Allosauroidea in de Sinraptoridae; basaler dan de allosauroïden in de Megalosauridae als zustersoort van Streptospondylus; of juist veel afgeleider in de Coelurosauria zij het dan basaal in die groep.